# Els Dottermans
Els Dottermans (Leuven, 16 mei 1964) is een Belgische theater-, film- en televisieactrice.

## Biografie
Dottermans volgde haar middelbare studies aan het Heilig Hartinstituut in Heverlee. Nadien studeerde zij, van 1982 tot en met 1986, aan de Studio Herman Teirlinck.
Sinds 2005 is Els Dottermans als theateractrice verbonden aan het NTGent (Nederlands Theater Gent), waar zij haar debuut maakte met Platform. Daarvoor is zij verbonden geweest aan onder meer: Blauwe Maandag Compagnie, DeSingel, Het Toneelhuis, De Tijd en 't Arsenaal.
Daarnaast speelde ze ook in meerdere films, televisieprogramma's en televisieseries.
Els Dottermans ontving in 1989 de VSCD Colombina voor haar rol als Nina in "De Meeuw". In 1992 ontving ze de Theo d'Or voor haar rol in "Wilde Lea". In 1993 ontving ze een Gouden Kalf voor Beste Actrice voor haar rol in de film "Beck - De gesloten kamer". In 2002 kreeg ze een Joseph Plateauprijs als Beste Actrice voor haar rol in Meisje. In 2006 kreeg ze een prijs voor Beste Buitenlandse Actrice tijdens het filmfestival in Shanghai voor haar rol in de film "Dennis van Rita".
Ze is getrouwd met de Nederlandse acteur Han Kerckhoffs en ze hebben samen twee zonen.

## Carrière

### Filmoverzicht
- Beck - De gesloten kamer (1993) - Monita
- Tot ziens (1995) - Ann
- Antonia (1995) - Danielle
- De Suikerpot (1997)
- Altijd zomer (1998)
- Fade out (2000) - moeder Romy
- Maria (2001)
- Meisje (film) (2002) - Laura
- De zaak Alzheimer (2003) - Eva Van Camp
- De kus (2004) - moeder van Bas
- 10 jaar Leuven kort (2004)
- De Indringer (2005) - Erika
- Kameleon 2 (2005) - Veerle
- Dennis van Rita (2006) - Rita
- Zwart water (2009) - Juf Bongaerts
- Allez, Eddy! (2012) - Marjet
- Ay Ramon! (2015) - Conchita Garcia
- Safety First: The Movie (2015) - Hilde
- Wat mannen willen (2015) - makelaar
- Sinterklaas en de wakkere nachten (2018)- Conchita Garcia
- Sinterklaas en Koning Kabberdas (2021) - Conchita Garcia
- La Petite (2023) - la sage-femme
- WIL (2023) - Maria Metdepenningen

### Tv-overzicht
- Klein Londen, Klein Berlijn (1988) - Els
- Tot nut van 't algemeen (1988) - Alice
- Maman (1990) - Isabel
- Dierbaar (1991) - Anja
- Moeder, waarom leven wij? (1993) - Netje
- Kongo (1997) - Anita Lenaers
- Het Peulengaleis (1999/2002)
- Nefast voor de feestvreugde (2000/2001/2002) - Joke
- Flikken (2001) - Mia
- Rupel (2004) - Juliette
- Hij komt, hij komt... De intrede van de Sint (2004 - heden) - Conchita Garcia
- Als 't maar beweegt (2005) - Anita Van de Perre
- Koning van de Wereld (2006) - Nancy
- Stellenbosch (2007) - Claire Vandereyken
- Witse (2008) - Catherine Van Heerden
- Vermist (2008) - Moeder Van Peel
- Sinteressante dingen (2009) - Conchita Garcia
- Oud België (2009) - José
- Witse (2010) - Danny Hoste
- De Ronde (2011) - Greet Parmentier-Deckx
- Code 37 (2011) - Marissa Vervliet
- Aspe (2011) - Veerle Andries
- Zone Stad (2012) - Martine De Winne
- Loslopend wild (2012-2016) - verschillende rollen
- Amateurs (2014) - Stiene De Valck
- Tytgat Chocolat (2017) - Rachel Tytgat
- Gevoel voor tumor (2018) - Myriam Devriendt
- Dag Sinterklaas (2019)- Conchita Garcia
- De Luizenmoeder (2019-2020) - Els Sterckx (Vlaamse versie)
- Zijn Daar Geen Beelden Van? (2022) - Verschillende rollen
- Lampje (2023) - Martha
- Rough Diamonds (2023) - Jo Smets[2]
- Flikken Maastricht (2024) - Hilde Martens
- De Joodse Raad  (2024) - Tante Sofie

### Theateroverzicht
- Wilde Lea (1992)
- Getaway (1993/1994)
- Juffrouw Tania (1993/1994)
- Joko (1993 t/m 1996)
- All for love (1993/1994)
- Vrijen met dieren (1994 t/m 1996)
- Zwak/sterk (1994/1995)
- De drumleraar/Juffrouw Tania (1994/1995)
- Barnes'beurtzang (1995 t/m 1997)
- De meeuw (1997/1998)
- En verlos ons van het kwade (1997 t/m 1999)
- Zie de dienstmaagd des Heren (1997 t/m 1999)
- In de naam van de Vader en de Zoon (1997 t/m 1999)
- Ten oorlog (1997 t/m 1999)
- Moedersnacht (1998/1999)
- Marieslijk (1998/1999)
- Komedie der verleiding (1999/2000)
- Brandbakkes (2000/2001)
- Vier zusters (2001 t/m 2004)
- Mamma Medea (2001 t/m 2003)
- Trilogie van het weerzien (2002 t/m 2005)
- Push Up 1-3 (2002/2003)
- Macbeth (2003/2004)
- Zullen we het liefde noemen (2004 t/m 2006)
- Annie MG Schmidt, een programma met Katelijne Verbeke en Florejan Verschueren voor volwassenen (2005/2006)
- Platform (2005 t/m 2008)
- Ik val... val in mijn armen (2006 t/m 2009)
- Een totale Entführung (2006/2007)
- Tien Geboden deel 1 (2007 t/m 2009)
- Fort Europa (2007/2008)
- Tien Geboden deel 2 (2009 t/m 2010)
- Kasimir & Karoline (2009/2010)
- Was will das Weib? (2010)
- Een bruid in de morgen (2011)
- Een lolita (2012-2013)
- Augustus ergen op de vlakte (2014)
- Compassie: de geschiedenis van het machinegeweer (2018)
- Wie is bang? (2019)
- Ganz Allein (2025)